# Free Negro
Free Negro (« nègre libre ») ou free Black (« noir libre ») est un terme historiquement employé dans le langage courant américain pour désigner une personne noire d'ascendance africaine ou afro-américaine qui n'est pas esclave aux États-Unis, à partir de l'époque des Treize colonies jusqu'à l'abolition de l'esclavage par la promulgation du treizième amendement de la Constitution des États-Unis du 6 décembre 1865 abolissant l'esclavage après la guerre de Sécession.

## Origine

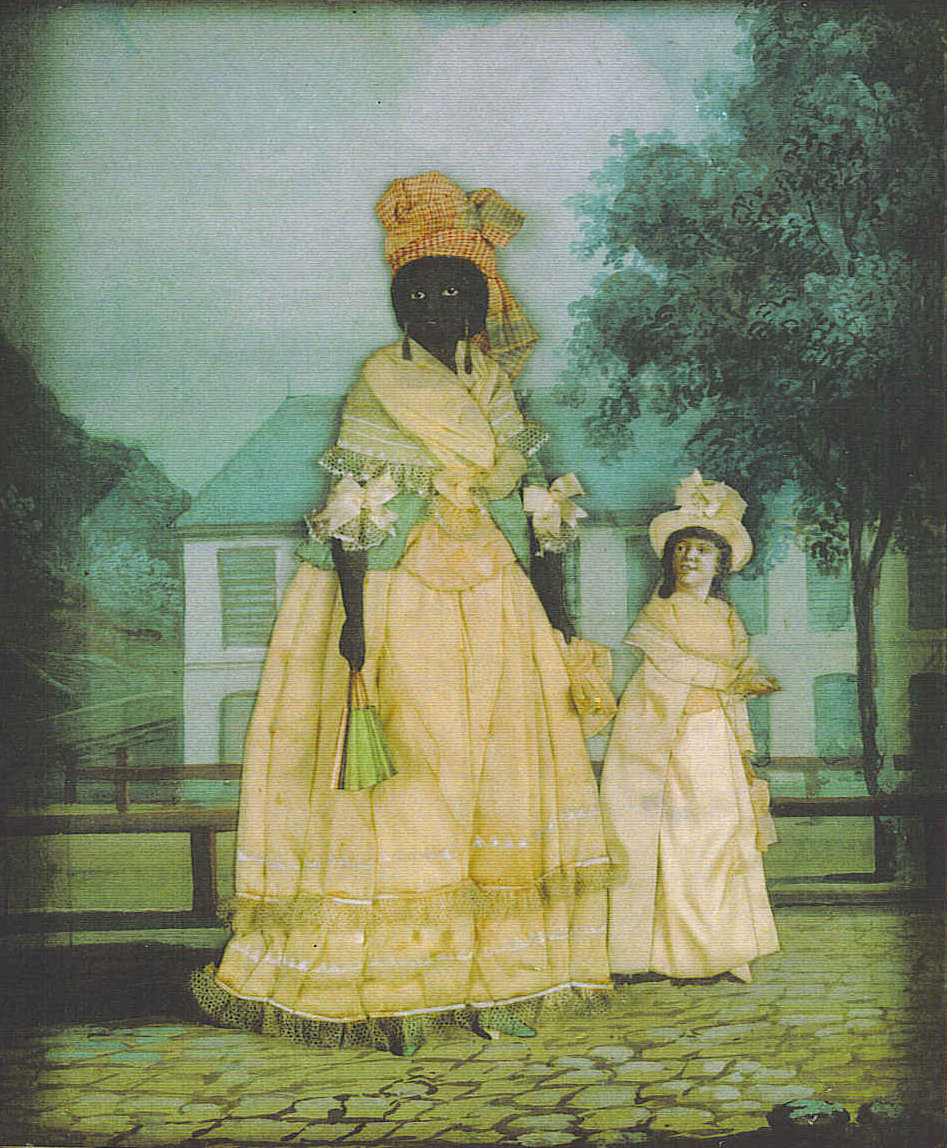
Une femme noire libre avec sa fille, Nouvelle-Orléans, fin du XVIIIe siècle.

Presque tous les ancêtres africains des Afro-Américains d'aujourd'hui sont des esclaves exploités dans les colonies d'Amérique du Nord et dans les futurs États-Unis d'Amérique. Mais certains d'entre eux sont cependant venus en tant qu'hommes libres, souvent des marins. Dans les premières années des colonies, certains Africains étaient employés comme serviteurs, comme l'étaient la majorité des immigrants venus des Îles Britanniques. Ces serviteurs devenaient libres lorsqu'ils avaient travaillé un certain nombre d'années, et avaient alors le droit de réclamer une terre dans la nouvelle colonie de la Baie de Chesapeake. La classe sociale des Afro-Américains libres existe depuis 1619.
La population des free Negroes est issue de multiples sources :
- les enfants nés de parents libres de couleur
- les enfants mulâtres nés d'une mère blanche
- les enfants mulâtres nés d'une mère libre de couleur
- les enfants nés d'une mère amérindienne ou dont les ancêtres étaient amérindiens (l'esclavage des indiens a été interdit à partir du milieu du XVIIIe siècle mais s'est poursuivi jusqu'à leur émancipation)[2]
- les esclaves affranchis
- les esclaves qui se sont échappés[3]

## Free Negroescélèbres
- Richard Allen : fondateur de l'Église épiscopale méthodiste africaine et cofondateur de la Free African Society
- Charles Ball : esclave fugitif, marin
- William Wells Brown : esclave fugitif, dramaturge
- Martin Delany : abolitionniste, écrivain, médecin et défenseur du nationalisme noir
- Frederick Douglass : esclave fugitif, réformateur, écrivain et politicien
- William Ellison : propriétaire et homme d'affaires
- Henry Ossian Flipper : le premier Afro-américain à avoir été diplômé de l'United States Military Academy de West Point en 1877
- Henry Highland Garnet : abolitionniste et enseignant
- Harriet Jacobs : abolitionniste et écrivain
- Thomas L. Jennings : premier Afro-américain à avoir obtenu un brevet
- Anthony Johnson : ancien esclave devenu esclavagiste
- Absalom Jones : premier prêtre puis évêque de l'Église épiscopale et cofondateur de la Free African Society.
- William Cooper Nell : journaliste
- Solomon Northup : auteur de l'autobiographie Twelve Years a Slave
- Sarah Parker Remond : abolitionniste, professeur et médecin
- Daniel Payne : évêque de l'Église épiscopale méthodiste africaine et président de l'université de Wilberforce
- Robert Purvis : abolitionniste
- David Ruggles : militant contre l'esclavage
- Maria Stewart : abolitionniste, journaliste
- William Still : abolitionniste, écrivain
- Lucy Terry : écrivaine
- Sojourner Truth : abolitionniste et militante du droit des femmes
- David Walker : abolitionniste
- Harriet Wilson : écrivaine
- Theodore S. Wright : pasteur et cofondateur de l'American Anti-Slavery Society